# Francisco Lombardi
Francisco José Lombardi Oyarzu (Tacna, 3 de agosto de 1949), también conocido como Pancho Lombardi, es un director de cine peruano, siendo uno de los directores más representativos de su país.

## Biografía
Lombardi nació el 3 de agosto de 1949 en Tacna. Cursó sus estudios primarios en el Colegio Nacional Coronel Bolognesi de su ciudad natal, y la secundaria en el Colegio de la Inmaculada de Lima, donde publicó sus primeras críticas de cine en la revista escolar Cine Estudio, editada en mimeógrafo. Esa publicación lo puso en contacto con el grupo editor de la revista de crítica cinematográfica Hablemos de Cine, donde publicó varios textos críticos.
Luego estudió en la Escuela de Cine de la Universidad Nacional del Litoral en Santa Fe, Argentina, hasta que la institución fue intervenida por el gobierno militar de Onganía. Regresó al Perú y realizó estudios de cine en la Universidad de Lima.
En 1974, fundó junto a su cuñado José Zavala Rey de Castro la productora Inca Films S.A., con el que comenzaron a filmar cortometrajes aprovechando la Ley de Fomento a la Industria Cinematográfica promulgada por Juan Velasco Alvarado. Entre sus cortos destacan Al otro lado de la luz, Tiempo de espera y Callejón oscuro. Además fue productor de cortometrajes de Augusto Tamayo, Aldo Salvini, Pablo Guevara, Augusto Cabada, Lucho Barrios, entre otros directores.
En 1977 debutó en la dirección de largometrajes con Muerte al amanecer cuyo éxito de público y crítica le permitió emprender rápidamente Cuentos inmorales (1978), película de episodios junto a Augusto Tamayo, José Carlos Huayhuaca y Pili Flores Guerra. A partir de entonces, la carrera cinematográfica de Lombardi ha ido en ascenso filmando una serie de largometrajes, buena parte de ellos en coproducción con España y especialmente con Gerardo Herrero como productor. Lombardi también había sido productor de las series Bajo tu piel y Estrellita, así como de la película La fuga del Chacal de Tamayo.
En 2002 fue reconocido por el Encuentro Latinoamericano de Cine, en que sus películas fueron emitidas en el festival de Lima. Ese mismo año, el Festival de Cine de Lima le otorgó el Spondylus, máximo galardón del evento, como homenaje y reconocimiento a su carrera de cineasta. 
En 2003 se desvinculó de Producciones Inca Films y a partir de ese momento trabajó independientemente. Su labor en el cine ha sido reconocida a través de homenajes y retrospectivas en varios foros internacionales, como en los Festivales de La Habana, Friburgo, Huesca y Trieste, entre otros. En 2004 Lombardi obtuvo el premio “Irene Diamond, Lifetime Achievement Award” que otorga anualmente Human Rights Watch «por su extraordinario compromiso con el cine de derechos humanos». También ha obtenido la medalla de Orden al Mérito Artístico y Cultural Pablo Neruda otorgado por el Consejo Nacional de la Cultura y las Artes de Chile «por su destacada contribución al cine y la cultura latinoamericanas». En 2014 el Ministerio de Cultura del Perú le otorgó el Premio Nacional de Cultura, máximo reconocimiento que otorga el estado a los creadores en las distintas áreas de la actividad cultural.
En los últimos años ha incursionado también en la dirección teatral poniendo en escena hasta el momento seis obras con marcado suceso (Rancho, Se busca payaso, Cita a ciegas, La prueba, Las tres hermanas y Cosecha). En 2008 obtuvo el premio que otorga anualmente el diario El Comercio de Lima a “mejor obra del año” y “mejor director” en el área de teatro.
Al margen de la actividad en el ámbito cultural Francisco Lombardi ha trabajado en la cervecería Backus, como uno de los dirigentes del Sporting Cristal (1994-1997 y 2000-2001), equipo de fútbol de la empresa cervecera, cuando este equipo se consagró tricampeón del fútbol profesional peruano los años (1994-95-96) y llegó a disputar la final de la Copa Libertadores de América en 1997. En 2003 fue elegido vicepresidente de la Federación Peruana de Fútbol, cargo al que renunció en 2005 luego de culminar la realización del Campeonato Mundial de Fútbol Sub-17 y la Copa América, eventos organizados por dicha Federación en el Perú.
En el 2023, Lombardi fue invitado junto a otras 397 personas a formar parte de la Academia de Artes y Ciencias Cinematográficas como miembro votante, volviéndose así el segundo peruano en recibir dicha invitación desde Claudia Llosa en 2010.

## Filmografía
| Título                      | Año  | Notas                                                                             | Premios |
| --------------------------- | ---- | --------------------------------------------------------------------------------- | --- |
| Muerte al amanecer          | 1977 |                                                                                   | - Festival Internacional de Cine de Locarno, Suiza (1977): Mención Especial del Jurado - Festival Internacional de Cine de Cartagena, Colombia, (1978): Mejor Ópera Prima. - Festival Internacional del Nuevo Cine Latinoamericano de La Habana, Cuba (1980): Tercer Premio Coral. |
| Cuentos inmorales           | 1978 | dirige el episodio Los Amigos                                                     | |
| Muerte de un magnate        | 1980 |                                                                                   | Mención Especial del Jurado, Huelva, 1982. |
| Maruja en el infierno       | 1983 | basada en la novela No una, sino muchas muertes de Enrique Congrains              | - Premio de la Organización Juvenil. Taskent, 1983. - Mención del Jurado, Karlovy-Vary, 1984. - Mención especial del Jurado, Huelva, 1983. |
| La ciudad y los perros      | 1985 | basada en la novela homónima de Mario Vargas Llosa                                | - Concha de Plata al Mejor Director, Festival de San Sebastián, 1985. - Seleccionada para la Quinzène de Realisateurs, Cannes, 1985. - Makhila de oro a la Mejor Película. Biarritz, 1985. - Coral de Bronce, La Habana, 1985. |
| La boca del lobo            | 1988 |                                                                                   | - Premio Especial del Jurado, Festival de San Sebastián, 1988. - Seleccionada para el Festival de Berlín (Fórum), 1989. - 2.º. Premio Coral. Festival Nuevo Cine Latinoamericano de La Habana, 1988. - Premio Glauber Rocha – Prensa Latina. La Habana, 1988. - Premio Radio Habana. La Habana, 1988. - Premio Caimán Barbudo. La Habana, 1988. - Premio de la Organización Católica Internacional de Cine (OCIC). La Habana, 1988. - Mejor Película, Mejor Director, Mejor Guion / Festival de Cartagena, 1989. - Seleccionada para el Festival de Cine de Londres (1989).                                                                |
| Caídos del cielo            | 1990 | basada parcialmente en el cuento Los gallinazos sin plumas de Julio Ramón Ribeyro | - Premio a la Mejor Película. Festival des Films du Monde. Montreal, 1990 - Premio La Edad de Oro. Bruselas, 1991. - Premio Goya a la Mejor Película Extranjera de habla hispana, Academia del Cine Español. - Premio Especial del Jurado. Biarritz, 1990. - Grand Prix de la XII Jornada Cinematográfica de Orleans - Francia, 1990. - Seleccionada para participar en los premios Óscar de la Academia de Artes y Ciencias Cinematográficas de Hollywood – Best Foreign Film Nomination. 1990. |
| Sin compasión               | 1994 | basada en la novela Crimen y castigo de Dostoievski                               | - Selección Oficial Cannes, 1994, Un Certain Regard. - Segundo Premio del Concurso de Proyectos Cinematográficos Organizado por la Fundación para el Nuevo Cine Latinoamericano y la Gobernación de México (1994). - Premio a la Mejor Actuación (Diego Bertie). La Habana, 1995. - Catalina de Oro, Mejor Director, Festival Internacional de Cartagena, 1995. - Premio Mejor Director, Festival de Trieste (1995). |
| Bajo la piel                | 1996 |                                                                                   | - Concha de Plata al Mejor Director, San Sebastián, 1996. - Premio Segundo Coral. La Habana, 1996. - Mejor Guion de Largometraje. La Habana 1996. - Mejor Actuación (José Luis Ruiz), Festival de Gramado (1997). - Nominado para el Goya a la Mejor Película Extranjera. |
| No se lo digas a nadie      | 1998 | basada en la novela homónima de Jaime Bayly                                       | - Nominada a la Concha de Oro, Festival Internacional de Cine de San Sebastián, España, 1998. |
| Pantaleón y las visitadoras | 1999 | basada en la novela homónima de Mario Vargas Llosa                                | - Seleccionada para el Festival de Berlín, Panorama 2000. - Kikito de Oro a la Mejor Película, Festival de Gramado (2000). - Premio Mejor Director y Mejor actor, Festival de Gramado (2000). - Premio Spondilus a la Mejor Película, Encuentro Latinoamericano de Cine, Lima, 2000. - Premio del Público, Festival de Gramado (2000). - Premio Fipresci, Festival de Gramado (2000). - Premio Mejor Actuación en Tróia International Film Festival. - Nominada al Premio Goya por mejor película extranjera de habla hispana. - Premio del público, Festival Internacional de Viña del Mar. - Selección Oficial Festival de Miami (2001). |
| Tinta roja                  | 2000 | basada en la novela homónima de Alberto Fuguet                                    | - Mejor director y Premio Vigía, Festival Internacional del Nuevo Cine Latinoamericano de La Habana 2000. - Concha de Plata al Mejor Actor (Gianfranco Brero), Festival de San Sebastián, 2000. - Mejor Guion, Festival de Los Ángeles (2001). - Mejor Guion, Festival Internacional de la India, 2001. - Segundo Premio a la Mejor Película, Encuentro de Cine Latinoamericano Lima, 2001. - Golden Reel Award en el Festival de Miami, 2001. |
| Ojos que no ven             | 2003 | inspirada en los escándalos de los vladivídeos                                    | - Mejor Película, Premio Golden Sun, Festival Internacional de Cine Latinoamericano de Biarritz, 2003. - Selección Oficial a Concurso, Festival Internacional de Cine de San Sebastián, 2003. - Mejor Película, Panorama Internacional, Festival Internacional de Cine de Valdivia, 2003. |
| Mariposa negra              | 2006 | basada en la novela Grandes miradas de Alonso Cueto                               | - Premio Glauber Rocha a la Mejor Película de América Latina, Festival des Films du Monde, Montreal, 2006. - Mejor Actriz (Melania Urbina), Festival de Biarritz, Francia, 2006. - Mejor Actriz, Festival de Málaga, 2007. - Finalista Mejor Película Extranjera de habla hispana, Premio Goya, 2007 |
| Un cuerpo desnudo           | 2008 |                                                                                   | Selección Oficial para la sección “World Greats”, Festival des Films du Monde, Montreal 2009. |
| Ella                        | 2010 |                                                                                   | |
| Dos besos                   | 2015 |                                                                                   | - Sesión Inaugural, 19.º Festival de Cine de Lima, Perú, 2015. - Seleccionado en Galas Nacionales, Festival Internacional de Cine de Ayacucho, Perú, 2015. - Seleccionada en Largometrajes de Ficción, Festival Internacional del Nuevo Cine Latinoamericano de La Habana, Cuba, 2015. - Seleccionada en Competencia Iberoamericana, Festival Internacional de Cine de Punta del Este, Uruguay, 2017. |
| La decisión de Amelia       | 2023 |                                                                                   | - 14.ª edición de los Premios APRECI, 2023, Perú - 19.ª edición de los Premios Luces, 2024, Perú |
| El corazón del monstruo     | 2026 | basada en la novela El miedo del lobo de Carlos Enrique Freyre                    | |

## Premios y candidaturas
Premios Goya
| Año  | Categoría                                      | Película         | Resultado |
| ---- | ---------------------------------------------- | ---------------- | --------- |
| 1991 | Premio Goya a la mejor película iberoamericana | Caídos del Cielo | Ganador   |

Festival Internacional de Cine de San Sebastián
| Año  | Categoría                         | Película               | Resultado |
| ---- | --------------------------------- | ---------------------- | --------- |
| 1985 | Concha de Plata al mejor Director | La ciudad y los perros | Ganador   |
| 1988 | Concha de Oro a la mejor película | La boca del lobo       | Ganador   |
| 1996 | Concha de Plata al mejor Director | Bajo la piel           | Ganador   |

Festival Internacional de Cine de Huesca
| Año  | Categoría               | Resultado |
| ---- | ----------------------- | --------- |
| 1997 | Premio Ciudad de Huesca | Ganador   |